# San Zenone al Lambro
Pour les articles homonymes, voir San Zeno.
San Zenone al Lambro est une commune italienne de la ville métropolitaine de Milan, dans la région de la Lombardie.

## Administration
| Période                                  | Période | Identité | Étiquette | Qualité |
| ---------------------------------------- | ------- | -------- | --------- | ------- |
|                                          |         |          |           |         |
| Les données manquantes sont à compléter. |         |          |           |         |

### Communes limitrophes
Vizzolo Predabissi, Tavazzano con Villavesco, Cerro al Lambro, Sordio, Lodi Vecchio, Casaletto Lodigiano, Salerano sul Lambro